# Orthotylus marginalis
Orthotylus marginalis är en insektsart som beskrevs av Reuter 1883. Orthotylus marginalis ingår i släktet Orthotylus, och familjen ängsskinnbaggar. Arten är reproducerande i Sverige.

## Bildgalleri

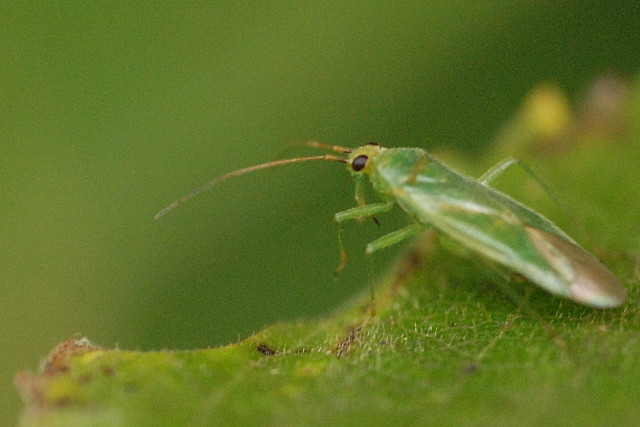